# Reinhard Münch (Historiker)
Reinhard Münch (* 30. Juli 1959 in Meißen) ist ein deutscher Historiker und Soziologe, Herausgeber und Autor von Büchern zu Themen der Leipziger Stadt- und Regionalgeschichte, der Eisenbahngeschichte und der Napoleonischen Zeit.

## Werdegang
Münch wurde in Meißen geboren und wuchs im Leipziger Stadtteil Schleußig auf. Nach dem Schulbesuch und der Lehre zum Gießereifacharbeiter mit Abitur absolvierte Münch seinen Grundwehrdienst. Er studierte von 1981 bis 1986 Soziologie an der Karl-Marx-Universität Leipzig. Dort war er 1986 bis 1992 als wissenschaftlicher Mitarbeiter tätig und promovierte 1989 mit einer Arbeit über Die differenzierte Wirkung von Faktoren des Arbeitsinhalts und des Arbeitsumfeldes auf das Arbeitsverhalten (unter Berücksichtigung von Frederick Herzbergs Zwei-Faktoren-Theorie). Von 1993 bis 2019 war Münch Leitender Angestellter in einem Versicherungskonzern. Seitdem ist er freischaffender Autor.

## Autorentätigkeit
1995 publizierte Münch sein erstes regionalhistorisches Buch zur Thematik der Denkmalslandschaft im Zusammenhang mit der Völkerschlacht 1813. Weitere Veröffentlichungen mit Pro Leipzig, dem Tauchaer Verlag und dem Engelsdorfer Verlag folgten zu den Themenkreisen der Eisenbahngeschichte und zur Geschichte des Leipziger Umlandes. Schwerpunkt ist seit 2008 die Herausgabe von Büchern über die Napoleonische Zeit zwischen 1805 und 1815. In der 2021 abgeschlossenen Reihe „Unter den Fahnen Napoleons“ erschienen im Engelsdorfer Verlag 25 Ausgaben, basierend auf Memoiren, Erinnerungen und sonstigen Zeitdokumenten von Militärs der deutschen und europäischen Verbündeten Frankreichs. 2018 verfasste Münch nach einem Aufenthalt im Land ein Buch mit Erinnerungen von Angehörigen der Schutztruppe in Deutsch-Südwestafrika, dem heutigen Namibia.

## Auszeichnungen
Für seine Tätigkeit als Autor und Referent wurde Münch 2017 mit dem Kommandant-Prendel-Orden der Kultur- und Umweltstiftung Leipziger Land in der Stufe Kommandant-Prendel-Kreuz als Halskreuz (Kommandeurs-Kreuz) ausgezeichnet.

## Familie
Münch ist verheiratet und lebt heute in Leipzig.

## Einzelveröffentlichungen
- Marksteine und Denkmale der Völkerschlacht in und um Leipzig, Panitzsch, Barthel-Verlag 1996, ISBN 978-3-910188-28-0.
- Der Tag des Dampfrosses, Leipzig, Pro Leipzig e. V. 2006, ISBN 978-3-936508-22-2.
- Vive l’Empereur – Napoleon in Leipzig, Leipzig, Pro Leipzig e.V. 2008, ISBN 978-3-936508-40-6.
- Des Königs Butterkrebse : Erinnerungen zweier sächsischer Leibgrenadiere aus dem Jahre 1813, Leipzig, Pro Leipzig e.V. 2011, ISBN 978-3-936508-73-4.
- Als Namibia noch Deutsch-Südwest war, Leipzig, Engelsdorfer Verlag 2019, ISBN 978-3-96145-496-9

Buchreihe
- Unter Napoleons Fahnen, Reihe mit 25 Bänden, Leipzig, Engelsdorfer Verlag 2017 bis 2021.